# Paul Goldmann (Journalist)

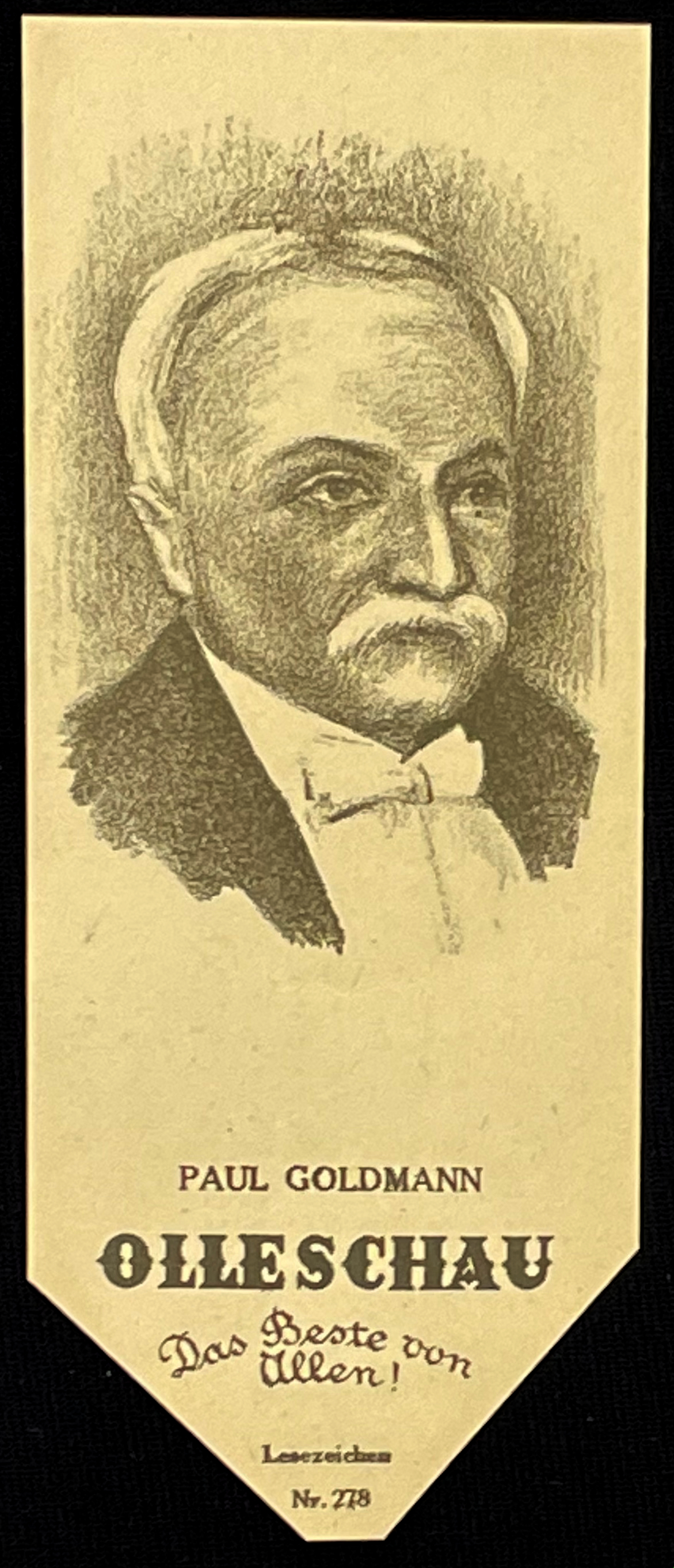
Sammel-Lesezeichen der Tabakfirma Olleschau

Paul Goldmann (* 31. Januar 1865 in Breslau; † 25. September 1935 in Wien) war ein österreichischer Journalist, Publizist, Reiseschriftsteller, Theaterkritiker, Übersetzer und Verfasser von Theateressays und kleinen Bühnenstücken.

## Leben
Goldmann besuchte das deutschsprachige Maria-Magdalenen-Gymnasium in Breslau und erlangte dort im September 1882 die Reife. Anschließend studierte er Jurisprudenz und wurde um 1886 zum Juristen promoviert. Bereits kurz nach seiner Promotion begann er als Journalist zu arbeiten.
Zusammen mit seinem Onkel, dem Journalisten Fedor Mamroth, leitete er für die ersten fünf Jahrgänge die Redaktion der Wiener Zeitschrift An der Schönen Blauen Donau. Die Zeitschrift war auf Musik und Literatur spezialisiert, erschien bei Joseph Eberle & Co. und lag der Tageszeitung Die Presse ab dem 15. Januar 1886 bis Ende 1890 halbmonatlich bei. In dieser Zeitschrift verantwortete Goldmann die Veröffentlichung von frühen Texten von Arthur Schnitzler, Richard Beer-Hofmann und Hugo von Hofmannsthal. Von diesen freundete sich nur Schnitzler enger mit Goldmann an, zerstritt sich mit ihm jedoch Ende 1910/Anfang 1911. Über sein Kennenlernen mit Goldmann im Jahre 1889 schrieb Schnitzler in seiner Autobiografie:

„Ich war der Einladung des Doktor Mamroth zum Besuch in der Redaktion [der Schönen Blauen Donau] nachgekommen und hatte bei dieser Gelegenheit seinen Vertreter und Neffen, den Schreiber jenes freundlichen Annahmebriefes, kennengelernt, Herrn Doktor Paul Goldmann, einen vierundzwanzigjährigen, liebenswürdigen Herrn in Lodenrock und Nachthemd mit Quasten, untersetzt, beleibt, ein ganz klein wenig bucklig, mit Kraushaar und mit hellen, schönen, blauen Augen. Wir verstanden einander sofort aufs allerbeste, hatten über die meisten Dinge des Lebens und der Kunst die gleichen Ansichten.“

Goldmann zählt zur Wiener Moderne und zum Kreis Jung Wien. So war er auch beim ersten Treffen des Vereins Jung-Wien am 17. März 1891 in der Weinhandlung Wieninger anwesend. Hermann Bahr wollte er jedoch nicht als ‚Entdecker‘ Jung-Wiens verstehen, sondern sich selbst.
Nach seiner Arbeit für die Schöne Blaue Donau übernahm Goldmann für kurze Zeit das Burgtheaterreferat der Wiener Sonn- und Montags-Zeitung. Er verkehrte im Kreis der Kunstmäzenin Jenny Mautner (1856–1938) und deren Mann, des Großindustriellen Isidor Mautner (1852–1930). Außerdem war er mit dem Journalisten und Schriftsteller Julius Bauer (1853–1941) und der Schriftstellerin und Kulturhistorikerin Hermine Cloeter (1879–1970) bekannt.
Am 1. April 1891 trat Goldmann in Frankfurt am Main eine Stelle bei der Frankfurter Zeitung an. Anfang Mai 1891 zog er für die Zeitung weiter nach Brüssel. Ab Dezember 1891 arbeitete er als Korrespondent der Frankfurter Zeitung in Paris. In dieser Zeit war er für die frühe Rezeption Schnitzlers in Frankreich wichtig. Wegen seiner Berichterstattungen über die Dreyfus-Affäre wurde er vom Chefredakteur der Pariser Tageszeitung La Patrie, dem antisemitischen Journalisten Lucien Millevoye, angegriffen. Goldmann forderte Millevoye daraufhin zu einem Pistolenduell heraus, das am 21. November 1896 stattfand und glimpflich endete.
Am 5. April 1898 begann Goldmann eine Reise von Genua nach Hongkong. Bis Ende 1898 war er nun als Ostasienkorrespondent der Frankfurter Zeitung tätig. In dieser Zeit veröffentlichte er tagesaktuelle Berichterstattungen und Feuilletons unter dem Titel „In Ostasien. Reiseskizzen“. 1899 erschienen die Feuilletons gesammelt als Ein Sommer in China. Reisebilder.
Am 3. Dezember 1899 kündigte Goldmann bei der Frankfurter Zeitung. Ab dem 1. Januar 1900 arbeitete er als Theaterkorrespondent der Wiener Neuen Freien Presse in Berlin. Hier setzte er sich mit Gerhart Hauptmann, den Regiearbeiten Otto Brahms und teilweise sehr kritisch mit denen Max Reinhardts auseinander. In Bernhard Reichs Memoiren ist über Goldmann zu lesen:

„Der Kritiker der ‚Neuen Freien Presse‘ schrieb das Deutsch der Wiener Feuilletonisten, die sich auf Witz und weltmännische Plauderei spezialisierten. In meiner Vorstellung existierte Goldmann als Beau mit einem Stich ins Dandyhafte. Ein Jahrzehnt später sah ich in einer Gesellschaft einen verwachsenen Mann mittlerer Größe, der sich auffällig bemühte, seinen Höcker unauffällig zu machen. Die Frau des Hauses stellte ihn vor – Herr Paul Goldmann.“

Buchausgaben mit Sammlungen von Goldmanns Feuilletons erschienen 1903, 1905, 1908 und 1910. Kleinere literarische Texte erschienen in der Schönen Blauen Donau, der Frankfurter Zeitung, der Neuen Freien Presse und Südbahn und Lloyd. Eine größere Übersetzung von Alfred de Musset, die Komödie Man soll nichts verschwören, erschien 1902. Am Anfang der 1920er Jahre veröffentlichte Goldmann vier Einakter: Das Ultimatum (1922), Der Sturz des Grafen Reichenbach (1923), Der Gefangene (1923) und Es ist mein Wille! (1924, UA im Wiener Akademietheater am 5. Januar 1928).
Im Ersten Weltkrieg war Goldmann Kriegsberichterstatter für die Neue Freie Presse. In dieser Funktion schilderte ihn auch Karl Kraus in Die letzten Tage der Menschheit. Bekannt wurden vor allem Goldmanns jährlichen Gespräche mit Paul von Hindenburg. Jene der Jahre 1914 und 1915 fasste Goldmann 1916 in dem Band Gespräche mit Hindenburg zusammen. In Von Lille bis Brüssel (1915) sammelte Goldmann seine Erfahrungen an der Westfront Ende April und Anfang Mai 1915. Nach dem Krieg war Goldmann Mitglied des nur kurz bestehenden und von Walther Rathenau initiierten Demokratischen Volksbunds.
Nach der Machtübergabe an die Nationalsozialisten wurde Goldmann, gebürtiger Jude, am 4. August 1933 von der Geheimen Staatspolizei verhaftet, am nächsten Tag jedoch wieder frei gelassen.
Anfang 1935 wurde Goldmann pensioniert. Mit seiner Frau und Tochter übersiedelte er anschließend wieder nach Wien.
Goldmann verstarb am Morgen des 25. Septembers 1935 an einem Herzinfarkt.

## Familie
Paul Goldmann war Sohn des Kaufmanns Gustav Goldmann (1842, Berlin – 3. Mai 1916, Berlin) und von Clementine Goldmann, geb. Mamroth (15. Mai 1842, Breslau – 24. Februar 1924, Frankfurt a. M.). Seine einzige Schwester, Vally Goldmann (29. Dezember 1866, Breslau – ??), heiratete am 5. Juni 1893 den Arzt Josef Rosengart (8. Februar 1860, Laupheim – 4. August 1927, Frankfurt a. M.). Sie hatten einen gemeinsamen Sohn, Paul Rosengart (2. Juni 1896, Frankfurt a. M. – 21. März 1962, Straßburg).
Am 4. August 1908 heiratete Goldmann in Frankfurt am Main Eva Marie Fränkel, gesch. Kobler (27. Oktober 1877, Wien – 2. November 1937, Wien). Sie nahm sich mit Leuchtgas das Leben. Die gemeinsame Tochter Franziska (29. Mai 1911, Berlin – 19. August 1963, Rio de Janeiro) war Schauspielerin. Sie meldete sich am 29. März 1938 von Wien nach Mailand ab. Am 6. Dezember 1940 emigrierte sie nach Rio de Janeiro.
Womöglich hatte Goldmann eine zweite Tochter, Gertrud Rottenberg, später verheiratet mit dem Komponisten Paul Hindemith. Die Mutter, Theodore Rottenberg, hatte von 1899 bis in die ersten Jahre des 20. Jahrhunderts eine Affäre mit Goldmann. Rund acht Monate vor der Geburt Gertruds am 2. August 1900, während der Ehemann Ludwig Rottenberg gerade in Wien verweilte, teilte Goldmann Schnitzler mit, dass Rottenberg seit sechs Wochen schwanger sei.

## Werke
- Ein Sommer in China. Reisebilder, 1899.
- Man soll nichts verschwören. Komödie in 3 Akten von Alfred de Musset. Übers. v. Paul Goldmann, 1902.
- Die „neue Richtung“. Polemische Aufsätze über Berliner Theater-Aufführungen, 1903.
- Aus dem dramatischen Irrgarten. Polemische Aufsätze über Berliner Theateraufführungen, 1905.
- Vom Rückgang der deutschen Bühne. Polemische Aufsätze über Berliner Theateraufführungen, 1908.
- Literatenstücke und Ausstattungsregie. Polemische Aufsätze über Berliner Theater-Aufführungen, 1910.
- Von Lille bis Brüssel: Bilder aus den westlichen Stellungen und Kämpfen des deutschen Heeres, 1915.
- Gespräche mit Hindenburg, 1916.
- Das Ultimatum. Schauspiel in einem Akt, 1922.
- Der Sturz des Grafen Reichenbach. Schauspiel in einem Akt, 1923.
- Der Gefangene. Schauspiel in einem Akt, 1923.
- Es ist mein Wille! Eine unwahrscheinliche Begebenheit aus dem 18. Jahrhundert in einem Akt, 1924.

### Lexika
- Deutsches Biographisches Archiv (DBA), I 406,282;II 462,301–304;III 305,30–34.
- Deutsche Biographische Enzyklopädie, Bd. 4, 1988–92.
- Ludwig Eisenberg: Das geistige Wien. Bd. 1. 1893.
- Salomon Wininger: Große jüdische National-Biographie, Bd. 2, 1924.
- Herrmann A. L. Degener: Wer ist's, 1935.
- Goldmann Paul. In: Österreichisches Biographisches Lexikon 1815–1950 (ÖBL). Band 2, Verlag der Österreichischen Akademie der Wissenschaften, Wien 1959, S. 24 f. (Direktlinks auf S. 24, S. 25).
- Goldmann, Paul. In: Lexikon deutsch-jüdischer Autoren. Band 9: Glas–Grün. Hrsg. vom Archiv Bibliographia Judaica. Saur, München 2001, ISBN 3-598-22689-6, S. 99–106.

### Verschiedenes
- Vossische Zeitung, 8. August 1933.
- Karl Kraus: Wie Hindenburg und Ludendorff unter Paul Goldmanns Einwirkung zu Pazifisten wurden. In: Glossen, Aufsätze, Vorträge, 1917 (textlog.de).